# والتر ماركس (ملحن)
والتر ماركس (بالإنجليزية: Walter Marks)‏ هو ملحن وكاتب أغاني وشاعر أمريكي، ولد في 15 يناير 1934.

## وصلات خارجية
- والتر ماركس على موقع IMDb (الإنجليزية)
- والتر ماركس على موقع ميوزك برينز (الإنجليزية)
- والتر ماركس على موقع قاعدة بيانات برودواي على الإنترنت (الإنجليزية)
- والتر ماركس على موقع ديسكوغز (الإنجليزية)
- والتر ماركس على موقع قاعدة بيانات الفيلم (الإنجليزية)